# Miniszoknya

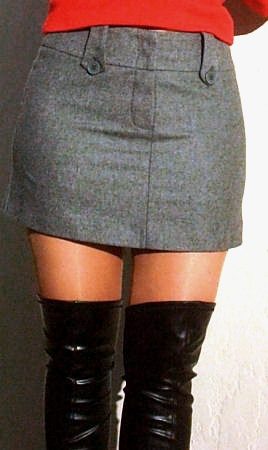

A miniszoknya rövid szoknya, amelynek az alsó része a viselőjének térdén felül végződik.
Noha a történelem során már korábban is ismerték ezt a rövid női ruházatot (például 7500 évvel ezelőtt a Vinca-kultúra asszonyai is ilyent hordtak), a miniszoknya néven ismert ruhadarab az 1960-as években Angliában tűnt fel. Annak ellenére, hogy a francia André Courreges már korábban készített ilyen szoknyaterveket, a miniszoknyát Mary Quant divattervező nevéhez kötik, mert elsőként ő dobta piacra londoni butikjában. Az új divat az 1960-as és 1970-es években gyorsan elterjedt a nyugati világban. Szociológusok szerint térhódítása összefüggésbe hozható a nők hirtelen jött szexuális szabadságával éppúgy, mint a fogamzásgátló tabletták térhódításával.
A miniszoknya világnapja 1979 óta március 24-e.